# 短茎隔距兰
短茎隔距兰（学名：Cleisostoma parishii）为兰科隔距兰属下的一个种。

## 扩展阅读
- 維基物種上的相關：短茎隔距兰